# Josef František
Josef František, född 7 oktober 1914 i Otaslavice i Böhmen i Österrike-Ungern, död 8 oktober 1940 i Ewell i Surrey i England, var en tjeckisk stridsflygare.
Han omkom i en oförklarlig olycka under rutinflygning. Under sin korta karriär hann František att flyga stridsuppdrag i de tjeckiska, polska, franska och engelska flygvapnen. Han anses som brittiska flygvapnets (RAF:s) framgångsrikaste jaktpilot under andra världskriget. 
František var odisciplinerad både som privatperson och som flygare. Ett vilt leverne medförde redan tidigt att han degraderades och skulle ha fått avsked om han inte ansetts så skicklig som flygare. 

## Biografi
František fick sin utbildning i det tjeckiska flygvapnet. Vid den tyska inmarschen planerade František att ta sig till Frankrike, men erbjöds och accepterade tjänst i det polska flygvapnet. Efter Polens sammanbrott begav han sig så via Rumänien till Frankrike där han tjänstgjorde i det franska flygvapnet under kriget mot tyskarna. 
Efter den franska kapitulationen begav han sig så till England och hamnade i RAF:s polska division. Här skaffade han sig snabbt rykte som en mycket odisciplinerad pilot. Han bröt ständigt formationer och förde i stort sett luftkriget efter sitt eget huvud, av polackerna kallat "metoda Frantiszka". Engelsmännen i RAF, som kallade František the lone wolf, sade elakt att inte ens polackerna ville flyga med honom. Vid sin död hade František på grund av disciplinära åtgärder status som gäst i polska divisionen, detta för att man skulle undgå att förflytta honom och andra åtgärder visat sig verkningslösa. Men han blev som sagt en av RAF:s framgångsrikaste jaktpilot under andra världskriget, dock har han inte fått det officiella erkännande han förtjänar.